# Серяков, Степан Сергеевич
Степан Сергеевич Серяков (родился 26 сентября 1997 года в Красноярске, Красноярский край) — российский регбист, правый столб клуба «Енисей-СТМ».

## Биография
Воспитанник школы «Енисей-СТМ». В главной команде дебютировал в 2016 году. В 2017 году вместе с рядом других игроков (Чурашов, Кононов, Суслов) отправился в аренду в «Металлург». Вернувшись в стан «тяжелой машины» стал чемпионом сезона-2018. В 2019 году из-за отъезда многих игроков национальной команды на сборы, постоянный игрок основного состава (8 игр в чемпионате и 2 в Кубке). В Кубке страны Степан кладет свою первую попытку за «Енисей-СТМ». Становится дважды чемпионом страны. В 2020 году становится твёрдым игроком основного состава (7 игр из 9 и две попытки).

## Карьера в сборной
Степан последовательно выступал за юниорскую (U-18 в 2015 году) и молодёжную (U-20 в 2017 году) сборные. С молодёжкой завоевал бронзу чемпионата Европы по регби. Первоначально вызывался на тренировочные сборы взрослой команды в 2019 году. Дебютировал в сборной в товарищеском поединке против южноафриканской команды «Шаркс». В 2021 году попал в расширенный состав на игру против Грузии.

## Достижения
- Чемпион России: 2018,2019
- Обладатель Кубка России: 2016, 2017, 2020

## Статистика
Актуально на 03.02.2021. Еврокубки считаются по календарному году.